# Endurance of the obsolete
Endurance of the obsolete is het tiende studioalbum van Apogee, eenmansband van multi-instrumentalist Arne Schäfer.

## Inleiding
Het album werd opgenomen in de periode 2017-2020 in geluidsstudio’s in Mühlheim am Main en Offenbach am Main. Apogee is binnen de progressieve rock al jaren bekend, vanwege de eigen manier van zingen, sommigen zeggen zwaar Duits accent in het Engels, de behoorlijk lange teksten en de soli op gitaar en toetsen van Schäfer zelf. Die laat zich ook al jaren assisteren door een drummer, zodat de drummachine vermeden kan worden. Scháfer neemt voorbeelden aan de muziek van Genesis  en Rush uit de jaren zeventig. Opvallend is daarom de eerste track, die veel meer gericht lijkt op Gentle Giant, compleet andere muziek uit dezelfde periode. Zij lieten teksten en muziek over elkaar heenstromen.
Album titel en titeltrack verwijzen naar de restanten van de industriële revoluties, die alhoewel al jaren buiten gebruik nog in het landschap staan en nog ongewild herinneringen aan die tijden oproepen. Of Schäfer daarbij verwijst naar de toekomst na de energietransitie is niet bekend. Schäfer liet zich daarbij inspireren op foto's van Bernd Webler (1962), die meerdere hoezen van Apogee verzorgde.

## Musici
- Arne Schäfer – alle zang en muziekinstrumenten behalve
- Eberhard/Ebi Graef – drumstel, percussie

## Muziek
| Nr. | Titel                                      | Duur  |
| --- | ------------------------------------------ | ----- |
| 1.  | Interpretations (Schäfer, Graef)           | 9:41  |
| 2.  | Waiting for the dawn (Schäfer, Graef)      | 5:43  |
| 3.  | Endurance of the obsolete (Schäfer, Graef) | 12:06 |
| 4.  | Spirits disengage (Schäfer, Graef)         | 8:34  |
| 5.  | The complex extensive way (Schäfer, Graef) | 12:55 |
| 6.  | Overruled (Schäfer, Graef)                 | 16:35 |